# Angola na Letnich Igrzyskach Olimpijskich 1988
Angolę na Letnich Igrzyskach Olimpijskich 1988 reprezentowało 24 zawodników, 19 mężczyzn i 5 kobiet.

## Skład kadry

### Boks
Mężczyźni
- waga kogucia : Manuel Gomes
- waga półśrednia: Adão N'Zuzi
- waga lekkośrednia : Apolinário de Silveira

### Judo
Mężczyźni
- do 60 kg : Abbão Bartolomeu
- d0 65 kg : Luis Fortunato
- do 71 kg : Lotuala N'Dombassy
- do 78 kg : Ricardo José Boy
- do 86 kg : José António Inácio
- do 95 kg : Moisés Torres
- + 95 kg : Helder de Carvalho

### Lekkoatletyka
Mężczyźni
- 100 m : Arménio Fernandes
- 200 m : Arménio Fernandes
- 800 m : João N'Tyamba
- 1500 m : Eugénio Katombi
- maraton : João Carvalho
- trójskok: António dos Santos

Kobiety
- bieg na 100 m : Guilhermina da Cruz
- bieg na 200 m: Guilhermina da Cruz

### Pływanie
Mężczyźni
- styl wolny

- - 50 m : Pedro Lima
  - 100 m : Pedro Lima

- styl klasyczny

- - 100 m : Gaspar Fragata
  - 100 m : Vivaldo Fernandes

- styl motylkowy

- - 100 m : Pedro Lima
  - 100 m : Jorge Gomes

Kobiety
- styl wolny

- - 50 m : Elsa Freire
  - 50 m : Ana Martins
  - 100 m : Elsa Freire
  - 100 m : Carla Fernandes

- styl klasyczny

- - 100 m : Ana Martins
  - 100 m : Carla Fernandes

- styl grzbietowy

- - 100 m : Elsa Freire
  - 100 m : Nádia Cruz

- styl motylkowy

- - 100 m : Elsa Freire